# Valle del Rio Grande

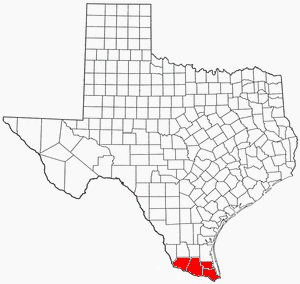
Localizzazione della Rio Grande Valley.

La valle del Rio Grande (in inglese Rio Grande Valley) è una regione degli Stati Uniti d'America situata nella punta meridionale del South Texas. Si trova lungo la riva nord del Rio Grande, che costituisce il confine naturale tra Messico e Stati Uniti.
Nonostante il nome, la Rio Grande Valley non è una valle, ma una pianura alluvionale. La Rio Grande Valley è anche chiamata "El Valle", la traduzione in spagnolo di "valle".
La regione è costituita da quattro contee del Texas: Starr, Hidalgo, Willacy, Cameron. Al 1º gennaio 2007, la popolazione stimata era di 1.139.581 abitanti. Oltre l'80% dei quali di origine ispanica.
La città più grande è Brownsville (Contea di Cameron), seguita da McAllen (Contea di Hidalgo). Altre città importanti sono Harlingen,  Mission, Edinburg e Pharr.